# Heraclia medeba
Heraclia medeba är en fjärilsart som beskrevs av Druce 1880. Heraclia medeba ingår i släktet Heraclia och familjen nattflyn. Inga underarter finns listade i Catalogue of Life.